# Stigsnæsværket
Stigsnæsværket var et kraftværk på Sydvestsjælland beliggende på halvøen Stigsnæs syd for Skælskør. Værket blev første gang sat i drift i 1966 af SEAS og var i begyndelsen udelukkkende oliefyret med olie leveret i en rørledning fra det nærliggende Gulf Oil olieraffinaderi. I 1978 åbnede olieraffinaderiet en såkaldt visbreaker til destillering af fuelolie (svær olie), men med oliekrisen var olien blevet for dyr, og værket blev i 1981 ombygget til også at kunne fyres med kul. Værket lukkede med udgangen af 2012.
Stigsnæsværket havde i alt en kapacitet på 409 MW el og 2 MJ/s varme. Værket fik sit første produktionsanlæg Stigsnæs 1 i 1966 med en skorsten på 135 meter, mens det andet Stigsnæs 2 med en skorsten på 130 meter kom i drift i 1970. Begge anlæg var ved lukningen kulfyrede. Da det sluttede sin drift tilhørte værket DONG Energy, som i 2017 skiftede navn til Ørsted A/S. 
Stigsnæsværkets Havn har den største vanddybde med sine 18 meter blandt havne på hele Sjælland.
I 2019 solgte Ørsted A/S både det stoppede værk og havnen til Stigsnæs Industripark. Slagelse Kommune kom også med et bud.